# Maximilian Stoll
Maximilian Stoll, född 12 oktober 1742 i Erzingen, Württemberg, död 25 maj 1787 i Wien, var en tysk läkare.
Stoll var först jesuit, men studerade sedermera medicin och var under åren 1776-84 professor i medicinsk klinik vid Wiens universitet samt läkare vid Trefaldighetssjukhuset. I Wien grundade han tillsammans med Gerard van Swieten och Anton de Haen en berömd klinisk skola samt inlade stor förtjänst i synnerhet om utvecklingen av läran om de epidemiska sjukdomarna.